# Olsborg
Olsborg ist eine heute unbewohnte Insel im Großen Plöner See und steht unter Naturschutz.

## Lage und Beschreibung
Die mittlerweile bewaldete Insel liegt etwa 150 m südlich des Nordufers des Sees und der Stadt Plön, der Kreisstadt des gleichnamigen Landkreises in Schleswig-Holstein. Sie besitzt eine annähernde Tropfenform und hat bei einer Länge (in Ost-West-Richtung) von etwa 280 m und einer maximalen Breite von 120 m eine Fläche von ca. 2 Hektar.
Die natürliche Erhebung von Olsborg liegt mit einer Höhe von ca. 22 m etwa einen Meter über dem durchschnittlichen Seespiegel von 21,1 m über NHN.

## Historie
Olsborg wurde nach heutigem Erkenntnisstand aufgrund dendrologischer Untersuchungen gegen Mitte des 10. Jahrhunderts erstmals von Wagriern besiedelt. Sie befindet sich östlich des Limes Saxoniae. Auf der Insel befand sich wohl auch die slawische Siedlung Plune (die Keimzelle des heutigen Plön), die Adam von Bremen in seiner Gesta Hammaburgensis ecclesiae pontificum und auch der Chronist Helmold von Bosau in der Chronica Slavorum beschreibt. Zu dieser Zeit führte eine Brücke auf die Insel. In der zweiten Hälfte des 12. Jahrhunderts wurde die Burg wieder aufgegeben. Nach einer Urkunde von Albert von Stade wurde die Burg 1173 auf den heutigen Schlossberg von Plön verlegt. Bei Grabungen und unterwasserarchäologischen Untersuchungen in den Jahren 1949/50 und 2004–2007 wurden zahlreiche Siedlungsreste sowie Fundstücke (u. a. Tierknochen, Keramikteile und Reste der Brücke) freigelegt bzw. geborgen.
Ab dem Jahre 1222 wurde das Wasser des Plöner Sees zum Betrieb von Wassermühlen aufgestaut. Dabei wurde die Insel überflutet und tauchte erst 1882 wieder auf, nachdem das Wasser wieder abgesenkt wurde.